# Marie Petiet
Marie Petiet, ou Marie Dujardin-Beaumetz, (Limoux, França, 20 de julho de 1854 - Paris,	16 de abril de 1893) foi uma pintora francesa conhecida por suas cenas de gênero e retratos.